# فرانسيس هربرت برادلي
فرانسيس هربرت برادلي (بالإنجليزية: Francis Herbert Bradley)‏ (30 يناير 1846 - 18 سبتمبر 1924) كان فيلسوفًا مثاليًا بريطانيًا. وكان أهم أعماله المظهر والواقع (1893).

## سيرته
ولد برادلي في كلافام، ساري، إنجلترا (الآن جزء من منطقة لندن الكبرى). كان ابن تشارلز برادلي، الواعظ الإنجيلي، وإيما لينتون، زوجة تشارلز الثانية. إيه سي برادلي كان شقيقه. تلقى تعليمه في كلية شلتنهام وكلية مارلبورو، وقرأ، عندما كان مراهقًا، بعضًا من نقد إيمانويل كانط للعقل الخالص. وفي عام 1865، دخل الكلية الجامعية بأكسفورد. وفي عام 1870، تم انتخابه لزمالة في كلية ميرتون في أكسفورد حيث بقي حتى وفاته في عام 1924. تم دفن برادلي في مقبرة هوليويل في أكسفورد.